# ساندرين اندريه
ساندرين اندريه هي مؤدية وممثلة بلجيكية، ولدت في 22 فبراير 1973 في بلجيكا.

## وصلات خارجية
- ساندرين اندريه على موقع IMDb (الإنجليزية)
- ساندرين اندريه على موقع ألو سيني (الفرنسية)
- ساندرين اندريه على موقع أول موفي (الإنجليزية)
- ساندرين اندريه على موقع قاعدة بيانات الفيلم (الإنجليزية)
- ساندرين اندريه على موقع كينوبويسك (الروسية)